# 1996년 하계 올림픽 라오스 선수단
라오스는 1996년 7월 25일부터 8월 9일까지 미국 애틀랜타에서 열린 제26회 하계 올림픽에 참가했다.

## 메달 집계

### 종목별 참가 선수 및 메달 집계
| 종목 | 참가 선수 | 1 | 2 | 3 | 합계 |
| 육상 | 5         |   |   |   | 0    |
| 합계 | 5         | 0 | 0 | 0 | 0    |

## 육상

### 남자
| 선수                                                                                          | 세부 종목                  | 1차 예선 | 1차 예선 | 2차 예선 | 2차 예선 | 준결선 | 준결선 | 결선 | 결선      |
| 선수                                                                                          | 세부 종목                  | 기록     | 순위     | 기록     | 순위     | 기록   | 순위   | 기록 | 최종 순위 |
| Poutavanh Phengthalangsy Thongdy Amnouayphone Sisomphone Vongpharkdy Souliyasak Ketkeolatsami | Men's 4 × 100 metres Relay |          |          |          |          |        |        |      |           |

### 여자
| 선수              | 세부 종목 | 기록 | 순위 |
| Sirivanh Ketavong | 마라톤    | 64   |      |